# David Kempe
David Teofil Kempe, född 3 maj 1864 i Acklinga församling, Skaraborgs län, död 10 februari 1949, var en svensk uppfinnare.
Kempe avlade studentexamen i Stockholm 1883, filosofie kandidat vid Uppsala universitet 1893 och tog samma år avgångsexamen från Kungliga Tekniska högskolans kemiska fackskola. Han var 1893–97 assistent i kemisk teknologi där och ledde tidvis undervisningen i ämnet samt var samtidigt läroverkslärare och 1895–1900 besiktningsman för läderleveranser till svenska armén. Åren 1897–99 innehade han privat laboratorium för utarbetande av vissa uppfinningar och verkade som konsulterande ingenjör. Han blev ordinarie yrkesinspektör 1901 i Härnösands och 1904 i Malmö distrikt.
Kempe gjorde ett flertal uppfinningar inom det kemisk-tekniska området, bland annat en metod för framställning av matsirap ur melass och en metod för preparering av tändsticksämnen till ersättande av aspved. Han uppfann även och erhöll (1908) patent på en fotogenlampa för Carl Auer von Welsbachs glödljus, i vilken den förgasade fotogenen trycks upp av flytande kolsyra samt ursprungligen avsedd för användning inomhus. Tillverkning av sådana lampor igångsattes av AB David Kempes lampa, som sedermera ombildades till AB Lux. Han var sålunda uppfinnare till den ursprungliga Luxlampan, även om denna senare förbättrades.
Förutom artiklar i facktidskrifter författade Kempe en mycket använd Lärobok i oorganisk kemi för allmänna läroverken (1896; tredje upplagan 1903). Han är begravd på Limhamns kyrkogård.